# 國際消費者協會
國際消費者協會（Consumers International，簡稱CI）是一個國際性的獨立非政府組織，宗旨是致力維護消費者的權益。其會員機構共有超過220個，分佈於115個國家及地區。
國際消費者協會前身是國際消費者聯盟組織（International Organisation of Consumers Unions，簡稱IOCU），於1960年成立，並於1995年正式改為現稱。
國際消費者協會所維護的消費者權益共有八項，分別為：
- 產品及服務能滿足消費的基本需求的權利
- 產品及服務符合安全標準的權利
- 消費前有獲得足夠且正確的資訊的權利
- 消費時有選擇的權利
- 對產品及服務表達意見的權利
- 對產品或服務不滿時獲得公正的賠償的權利
- 接受消費者教育的權利
- 享有可持續發展及健康的環境的權利

## 歷史發展
1898年，全世界第一個消費者組織於美國成立，1936年建立了全美的消費者聯盟。
全世界已有90多個國家共300多個消費者組織在開展活動。
1983年，國際消費者協會把每年的3月15日定為國際消費者權益日。
1985年4月9日，聯合國大會一致通過了《保護消費者准則》促各國採取切實措施，維護消費者的利益。

## 外部連結
- 國際消費者協會（页面存档备份，存于）